# Свети Атанасий (Чорново)
Вижте пояснителната страница за други значения на Свети Атанасий.
„Свети Атанасий“ (на гръцки: Αγίου Αθανασίου) е православна църква край берското село Чорново (Фития), Егейска Македония, Гърция.

## Местоположение
Църквата е разположена в югозападния край на каракаменското село.

## История
Църквата е от средата на XVIII век. В ктиторския надпис от времето на изписването на църквата е споменат митрополит Доротей Берски и Негушки. В надписа освен името на митрополита са споменати и клирци и миряни, свързани с изписването.
В 1969 година църквата е обявена за паметник на културата.